# Leucopsarion petersii
Leucopsarion petersii ist eine Grundelart aus der Unterfamilie Gobionellinae und der einzige Vertreter der monotypischen Gattung Leucopsarion. Die Art kommt im Nordwestpazifik an den Küsten von China, Japan und Korea vor. Der Trivialname lautet japanisch シロウオ Shirouo.

## Beschreibung
Die Grundel hat einen dünnen, langgezogenen Körper von bis zu 13 Zentimetern Länge. Die Art ist neotenisch, behält also eine Larvenform, auch wenn die Tiere geschlechtsreif sind. Die Individuen dieser Art sind schuppenlos, besitzen eine Schwimmblase sowie nur eine kleine Bauchflosse; die meisten Grundeln entwickeln mit der Geschlechtsreife Schuppen, verlieren die Schwimmblase und es wächst ihnen eine größere Bauchflosse. Der Körper von Leucopsarion petersii ist transparent. Laich kann gegebenenfalls im Körperinneren gesehen werden. Die Art hat einen Sexualdimorphismus, Weibchen sind größer als Männchen.
Der Gattungsname ist aus dem griechischen Wort Leukos (für weiß – aufgrund des blassen, durchscheinenden Körpers) und opsarion (mit der Bedeutung: „Mit Brot gegessener Fisch“) zusammengesetzt. Diese Namensgebung spiegelt sich auch im japanischen Namen シロウオ Shirouo wider. Der Artenname ehrt Wilhelm Peters, einen deutschen Naturforscher, welcher die ursprüngliche Artbeschreibung durch den Zoologen Franz Hilgendorf einer Veröffentlichung zuführte.

## Vorkommen
Es gibt zwei getrennte Populationen. Eine ist im Japanischen Meer beheimatet, die andere direkt im Pazifischen Ozean. Die Trennung dieser Populationen ist im Verlauf des Japanstroms und seines Zweigs, des Tsushima-Stroms, begründet. Im Überlappungsbereich der Populationen können sich die jeweiligen Vertreter miteinander kreuzen. Individuen aus dem Japanischen Meer sind in der Regel größer und haben mehr Wirbelkörper.

## Lebensweise
Während der Lebensphase im Ozean ernährt sich die Grundel von tierischem und pflanzlichem Plankton. Sie ist eine anadrome, vom Meer, dem Aufwachsbiotop, ins Süßwasser, die Laichumgebung, wandernde Fischart. Sie laicht in Flüssen, die am Laichgeschäft beteiligten Individuen sterben danach. Während der Wanderung nehmen die Tiere keine Nahrung mehr auf.

## Fischerei
Die Grundel ist ein begehrter Speisefisch in Japan und Südkorea, wo sie zu hohen Preisen gehandelt wird. Verzehrt wird das Tier meistens roh und teilweise noch lebend, dies wird als Odori-gui (japanisch 踊り食い ‚Tanzendes Essen‘) bezeichnet.